# Lovely²
lovely²는 일본의 음악 그룹이다. 2020년 9월 30일 첫 번째 싱글 앨범 <〇×△　～まる・ばつ・さんかく～>로 데뷔했다.

## 방송
- 폴리스×전사 러브패트리나! (2020)

## 음반
- 〇×△　～まる・ばつ・さんかく～ (2020)
- とぅわりんりんたんたん (2020)
- LOVE² (2021)
- LOVELY☆BEST - Complete lovely² Songs - (2021)